# Neoserica principalis
Neoserica principalis är en skalbaggsart som beskrevs av Vladimir Balthasar 1932. Neoserica principalis ingår i släktet Neoserica och familjen Melolonthidae. Inga underarter finns listade i Catalogue of Life.